# Quatuor à cordes no 1 de Suk
Pour les articles homonymes, voir Quatuor à cordes no 1.
Le Quatuor à cordes no 1 en si bémol majeur opus 11 est un quatuor pour deux violons, alto et violoncelle de Josef Suk. Composé en 1896 il est créé le 25 novembre 1896 à Prague par le Quatuor bohémien dont il est le fondateur et le second violon. En 1915 il écrivit un nouveau finale.

## Structure
1. Allegro moderato
2. Intermezzo: Tempo di marcia
3. Adagio ma non troppo
4. Finale: Allegro giocoso

- Durée d'exécution: trente minutes

## Source
- François-René Tranchefort (direction), Guide  de la Musique de Chambre, Paris, Fayard, coll. « Les indispensables de la musique », 1998 (1re éd. 1989), VIII-995 p. (ISBN 2-213-02403-0, OCLC 717306887, BNF 35064530), p. 872